# Saint-Julien-du-Sault
Saint-Julien-du-Sault település Franciaországban, Yonne megyében. Lakosainak száma 2202 fő (2022. január 1.). Saint-Julien-du-Sault Villeneuve-sur-Yonne, Armeau, Bussy-le-Repos, La Celle-Saint-Cyr, Cézy, Précy-sur-Vrin, Verlin és Villevallier községekkel határos.

## Népesség
A település népessége az elmúlt években az alábbi módon változott:
| Lakosok száma | 2377 | 2402 | 2456 | 2348 | 2292 | 2236 | 2224 | 2203 | 2202 |
|               | 2013 | 2015 | 2016 | 2017 | 2018 | 2019 | 2020 | 2021 | 2022 |